# La Stratégie du choc (film)
Pour l’article homonyme, voir La Stratégie du choc.
Pour plus de détails, voir Fiche technique et Distribution.
La Stratégie du choc (The Shock Doctrine) est un film documentaire britannique réalisé par Michael Winterbottom et Mat Whitecross, sorti en 2010 en France.

## Synopsis
À la suite de la publication en 2007 de La Stratégie du choc, essai écrit par Naomi Klein, deux réalisateurs (Michael Winterbottom et Mat Whitecross) décident de tourner ce documentaire à l'aide de nombreuses images d'archive.
Le texte original reprend la méthode de « traitement de choc » de l'économiste Milton Friedman, lequel disait qu'après une crise, les hommes politiques devaient imposer immédiatement des réformes économiques douloureuses avant que les gens n'aient pu se remettre de la crise. Ainsi, ils l'accepteraient plus facilement[réf. nécessaire]. Naomi Klein a nommé cette méthode la « stratégie du choc ». Elle considère qu'après un choc les individus se voient plongés dans un état de choc et redeviennent comme des enfants, enclins à suivre les leaders qui prétendent vouloir les protéger.

## Fiche technique
- Titre : La Stratégie du choc
- Titre original : The Shock Doctrine
- Réalisation : Michael Winterbottom et Mat Whitecross
- Scénario : Naomi Klein
- Production : Andrew Eaton (en)
- Société de production : Renegade Pictures
- Société de distribution : Haut et Court
- Montage : Michael Winterbottom
- Pays d'origine : Royaume-Uni
- Langue originale : Anglais
- Format : Couleurs - 1,85:1 - Dolby Digital - 35 mm
- Genre : Documentaire
- Durée : 80 minutes
- Date de sortie : 
  - 9 février 2009 (à la Berlinale)
  - 10 mars 2010 (en France)

## Distribution
- Kieran O'Brien
- Naomi Klein (narratrice)
- Donald O. Hebb
- Janine Huard
- Milton Friedman
- Edward M. Korry
- Joseph Blair
- Elisa Tokar
- Harlan Ulman
- Paul Bremer
- Salvador Allende
- George W. Bush
- Dwight D. Eisenhower
- Mikhaïl Gorbatchev
- Al Gore
- Alan Greenspan
- Nigel Lawson
- Orlando Letelier
- Richard Nixon
- Augusto Pinochet
- Ronald Reagan
- Donald Rumsfeld
- Margaret Thatcher
- Boris Eltsine